# Dučići (Ozalj)
Dučići is een plaats in de gemeente Ozalj in de Kroatische provincie Karlovac. De plaats telt 27 inwoners (2001).